# Соболевка (Романовский район)
Со́болевка (укр. Соболівка) — село Житомирского района Житомирской области Украины, основано в 1650 году.
Соболевка до 17 июля 2020 года входила в состав Романовского района Житомирской области.
Население по переписи 2001 года составляло 313 человек. Почтовый индекс — 13000. Телефонный код — 4146. Занимает площадь 132,9 км².

## Известные люди
В Соболевке родились:
- Альтман, Александр (1885—1950) — французский художник-пейзажист.
- Збунь, Алексей Александрович (р. 1997) — украинский футболист, нападающий клуба «Судува».

В Соболевке похоронен:
- Путилин, Василий Сергеевич (1924—1944) — участник Великой Отечественной войны, Герой Советского Союза (1943).

## Адрес местного совета
13002, Житомирская область, Романовский р-н, с. Соболевка, ул. Путилина